# Ernst Krogius
Ernst Edvard Krogius (6 de junio de 1865-21 de septiembre de 1955) fue un deportista finlandés que compitió en vela en la clase 12 Metre. Participó en los Juegos Olímpicos de Estocolmo 1912, obteniendo una medalla de bronce en la clase 12 Metre.

## Palmarés internacional
| Juegos Olímpicos | Juegos Olímpicos   | Juegos Olímpicos  | Juegos Olímpicos |
| Año              | Lugar              | Medalla           | Clase            |
| ---------------- | ------------------ | ----------------- | ---------------- |
| 1912             | Estocolmo (Suecia) | Medalla de bronce | 12 Metre         |